# Sundsvall
Sundsvall là một thành phố Thụy Điển. Thành phố là thủ phủ của khu tự quản Sundsvall, hạt Västernorrland. Dân số năm 2005 là 49.300, là thành phố lớn thứ 21 Thụy Điển. Dân số năm 2010 là 50.712 người, có 95.000 người sinh sống trong khu vực đô thị xoay quanh thành phố này.

## Lịch sử
Thị trấn được cấp điều lệ năm 1621 và quy hoạch đô thị đầu tiên Sundsvall có lẽ đã được tạo ra bởi Olof Bure vào năm 1642, ít có khả năng năm 1623. Nó có một cảng của vịnh Bothnia, và có vị trí 395 km về phía bắc của Stockholm. Thành phố đã bị đốt cháy và được xây dựng lại bốn lần. Lần đầu tiên, năm 1721, nó đã bị đốt cháy bởi quân đội Nga trong cuộc đại chiến Bắc Âu. Trận hỏa hoạn cuối cùng vào năm 1888, là lớn nhất trong lịch sử của Thụy Điển. Nó được coi là đám cháy đã được gây ra bởi một tia lửa từ một tàu hơi nước. Sau khi ngọn lửa đó, trung tâm thành phố được xây dựng lại chỉ với các tòa nhà bằng đá. Trung tâm Sundsvall do đó có biệt danh Stenstaden (thành phố đá).

## Hình ảnh
|                            |                     |                     |
| Sundsvall nhìn từ trên cao | Trung tâm Sundsvall | Gustav Adolfskyrkan |